# Mateo Pumacahua

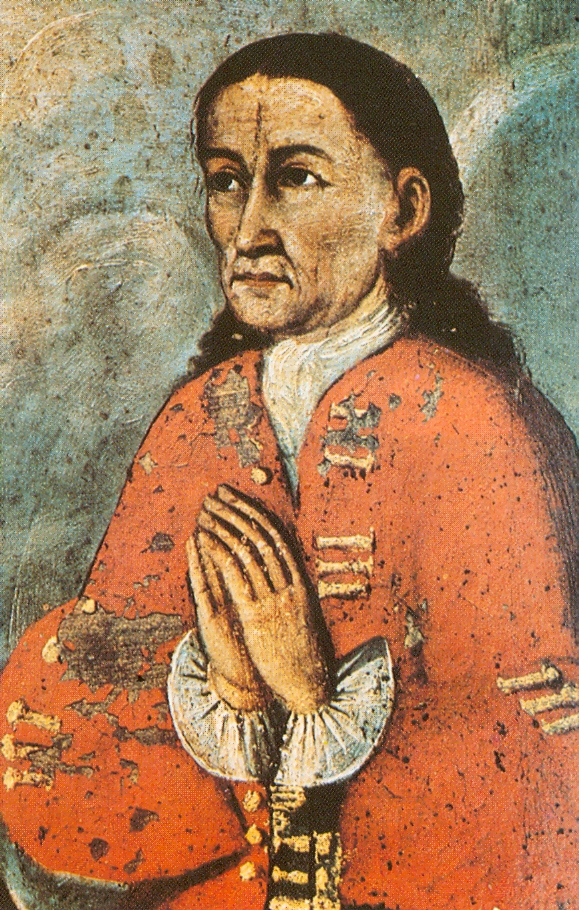
Mateo Pumacahua Chihuantito

Mateo Pumacahua Chihuantito, auch Mateo García Pumacahua Chihuantito (* 21. September 1740 in Chinchero, heute Provinz Urubamba, Peru; † 17. März 1815 in Cusco, Peru) war als Offizier der spanischen Truppen am Kampf gegen den von José Gabriel Condorcanqui (Tupaq Amaru II.) geführten indigenen Aufstand im Jahr 1780 beteiligt, leitete jedoch 1814 und 1815 selbst einen Aufstand in der Region Cusco im Vizekönigreich Peru gegen die spanische Kolonialmacht. Deswegen gilt er heute in Peru als Nationalheld im Kampf um die Unabhängigkeit.

## Leben

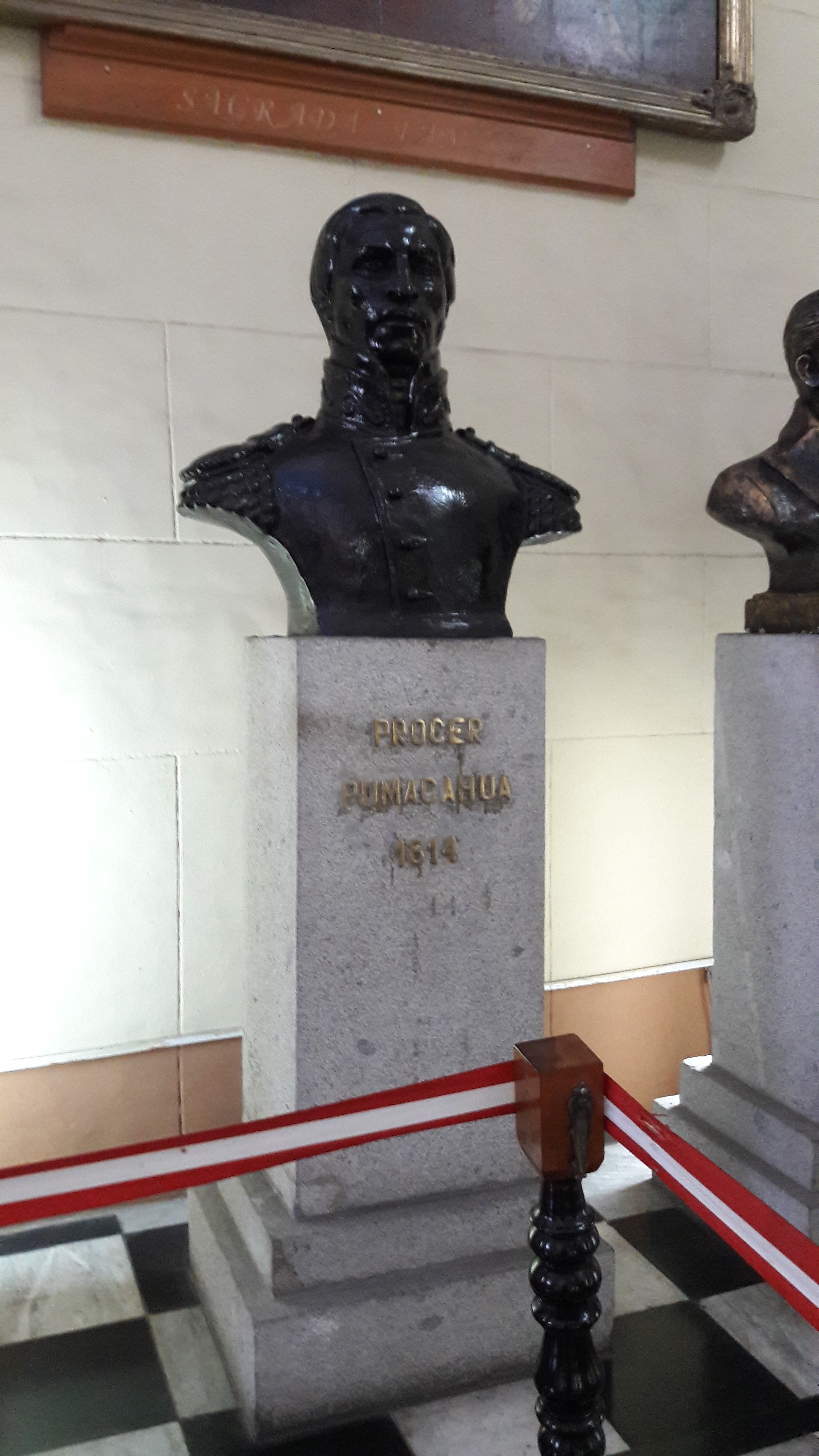
Büste von Pumacahua im Panteón de los Próceres in Lima.

Die Familie Pumacahua, in die Mateo 1740 geboren wurde, gehörte zu den Sippen (ayllu) Pongo und Ayarmaca in Chinchero. Mateos Eltern waren Francisco Pumacahua Inga [auch: Inca] Cusi Huaman, Kazike und Verwalter von Chinchero, und Agustina Chihuantito (ohne Angabe des mütterlichen Familiennamens), deren Herkunft auf den Inkakönig Huayna Cápac zurückgeführt wurde. Mateo wurde 1740 in Chinchero getauft und studierte um 1762 an der für Kazikensöhne bestimmten Jesuitenschule Real Colegio de Caciques San Francisco de Borja in Cusco.
Mateo folgte seinem Vater Francisco in das Amt des Kuraka (Kaziken) und Verwalters (gobernador) der Gebiete von Chinchero, Maras, Huayllabamba, Umasbamba und Sequecancha. 1780 und 1781 nahm er als Offizier der spanischen Truppen an den Kämpfen gegen die Aufständischen unter José Gabriel Condorcanqui (Tupaq Amaru II.) teil. Wie später in den Kämpfen von 1809 bis zur Niederlage gegen Antonio José de Sucre in der Schlacht bei Ayacucho 1824 bestand das königliche spanische Heer großenteils aus indigenen Rekruten. Im Juli 1811 wurde Mateo Pumacahua zum Oberst und noch im Dezember desselben Jahres zum Brigadegeneral ernannt. Durch seine Verbindungen zum einen zur indigenen Bevölkerung und dann zum Kolonialheer wurde er einer der einflussreichsten indigenen Adligen jener Zeit.
1811 marschierte er als Oberst mit seinen Soldaten der königlichen spanischen Armee des Vizekönigs von Peru José Fernando Abascal y Sousa gegen die Junta von La Paz in Oberperu und nahm an der für seine Armee siegreichen Schlacht von Guaqui am Südufer des Titicacasees (heute Bolivien) am 20. Juni 1811 teil.
Trotz dieses Sieges und seines Alters von nun über 70 Jahren kam es bald darauf zu einem Bruch mit der Kolonialmacht. 1813 erfuhr er als Mitglied der Real Audiencia del Cuzco, der er seit 1807 angehörte und deren Interimspräsident er 1812 wurde, von der Verfassung von Cádiz von 1812 und davon, dass weder diese noch die zahlreichen Gesetze der Indias zur Anwendung kamen. Er befand sich zurückgezogen auf seinem Landgut, als er zur Teilnahme an der Unabhängigkeitsbewegung eingeladen wurde. Zusammen mit dem spanischen Kreolen José Angulo und zwei spanischen Armeeoffizieren, Oberst Domingo Luis Astete und Oberstleutnant Juan Tomás Moscoso, bildete er am 3. August 1814 in Cusco gemäß der Verfassung von 1812 eine Regierung und rief das Volk zu den Waffen, um ihr Gültigkeit zu verschaffen. Er marschierte daraufhin mit seiner Armee auf Arequipa, wo er die Spanier in der Schlacht von La Apacheta am 9. November 1814 besiegte und die Stadt am folgenden Tag einnahm. Am 30. November 1814 musste sich Pumacahua mit seinen Soldaten vor einer Übermacht sich nähernder spanischer Truppen zurückziehen und versuchte, die Gebiete von Cusco und Puno militärisch zu sichern. Am 11. März 1815 erlitt sein Heer in der Schlacht von Umachiri bei Puno eine schwere Niederlage. Pumacahua fiel in Sicuani in die Hände der Spanier, wo er am 17. März 1815 enthauptet wurde.

## Rezeption
Auf Grund seiner Teilnahme an der Rebellion von Cusco 1814 gilt Mateo Pumacahua in Peru als Nationalheld. Dennoch wird er in jüngerer Zeit wegen seiner Rolle bei der Niederschlagung des maßgeblich auch von Bauern getragenen Aufstandes von 1780/1781 sehr kritisch gesehen. So heißt es von der Dauerhaften Historischen Kommission des Heeres von Peru 2005 in ihrer Monographie Historia general del Ejército peruano: „Wir sollten nicht vergessen, dass es Pumacahua war – mehr als jeder andere –, der Túpac Amaru besiegte, und dass seine Militärkampagne in den Provinzen im Süden von Cusco (Collasuyo) ein wahrer Vernichtungskrieg gegen die bäuerliche Bevölkerung war.“ Die widersprüchliche Rolle Pumacahuas wurde in der Dissertation der peruanischen Anthropologin Carmen Escalante Gutiérrez (Sevilla, 2017) behandelt.